# フリオ・セサル・カセレス
フリオ・セサル・カセレス・ロペス（Julio César Cáceres López, 1979年10月5日 - ）は、パラグアイ出身の元サッカー選手、サッカー指導者。元パラグアイ代表。現役時代のポジションはディフェンダー。

## 経歴
2008年にボカ・ジュニアーズに移籍し、2月10日のCAロサリオ・セントラル戦でデビューした。5月14日のコパ・リベルタドーレス準々決勝のCFアトラス戦でボカ初得点を挙げた。だが、10月に母国のラジオで同僚のフアン・ロマン・リケルメのボカへの忠誠心を批判して大騒動となった。リケルメは「言いたいことがあるならばロッカールームで直接話せ」と反論。さらにペドロ・ポンピリオ会長（当時）ら首脳陣は激怒し、カセレスの契約破棄による追放を宣言した。
追い込まれたカセレスはその後の初練習でリケルメに謝罪、さらにアルゼンチンメディアの前でも自分に非があると認めたため、騒ぎは収まった。
2002年4月のイングランド戦でパラグアイ代表デビューした。2002年の日韓W杯と2006年のドイツW杯に出場した。2010年の南アフリカW杯予選でも中心メンバーとして出場している。

## 代表歴

### 出場大会
- パラグアイ代表
  - 2002 FIFAワールドカップ
  - 2006 FIFAワールドカップ
  - 2010 FIFAワールドカップ

### 試合数
- 国際Aマッチ 66試合 2得点（1999年-2010年）[1]

| パラグアイ代表 | 国際Aマッチ | 国際Aマッチ |
| 年             | 出場        | 得点        |
| -------------- | ----------- | ----------- |
| 1999           | 1           | 0           |
| 2000           | 0           | 0           |
| 2001           | 0           | 0           |
| 2002           | 8           | 0           |
| 2003           | 10          | 1           |
| 2004           | 6           | 0           |
| 2005           | 6           | 1           |
| 2006           | 5           | 0           |
| 2007           | 11          | 0           |
| 2008           | 7           | 0           |
| 2009           | 8           | 0           |
| 2010           | 4           | 0           |
| 通算           | 66          | 2           |

## タイトル
オリンピア
- リーガ・パラグアージャ : 1999, 2000, 2011C, 2018C, 2019A, 2019C, 2020C
- コパ・リベルタドーレス : 2002
- レコパ・スダメリカーナ : 2003

ボカ
- プリメーラ・ディビシオン : 2008-09A
- レコパ・スダメリカーナ : 2008

アトレチコ・ミネイロ
- カンピオナート・ミネイロ : 2010

クラブ・グアラニー
- リーガ・パラグアージャ : 2016C